# Komturzy bierzgłowscy

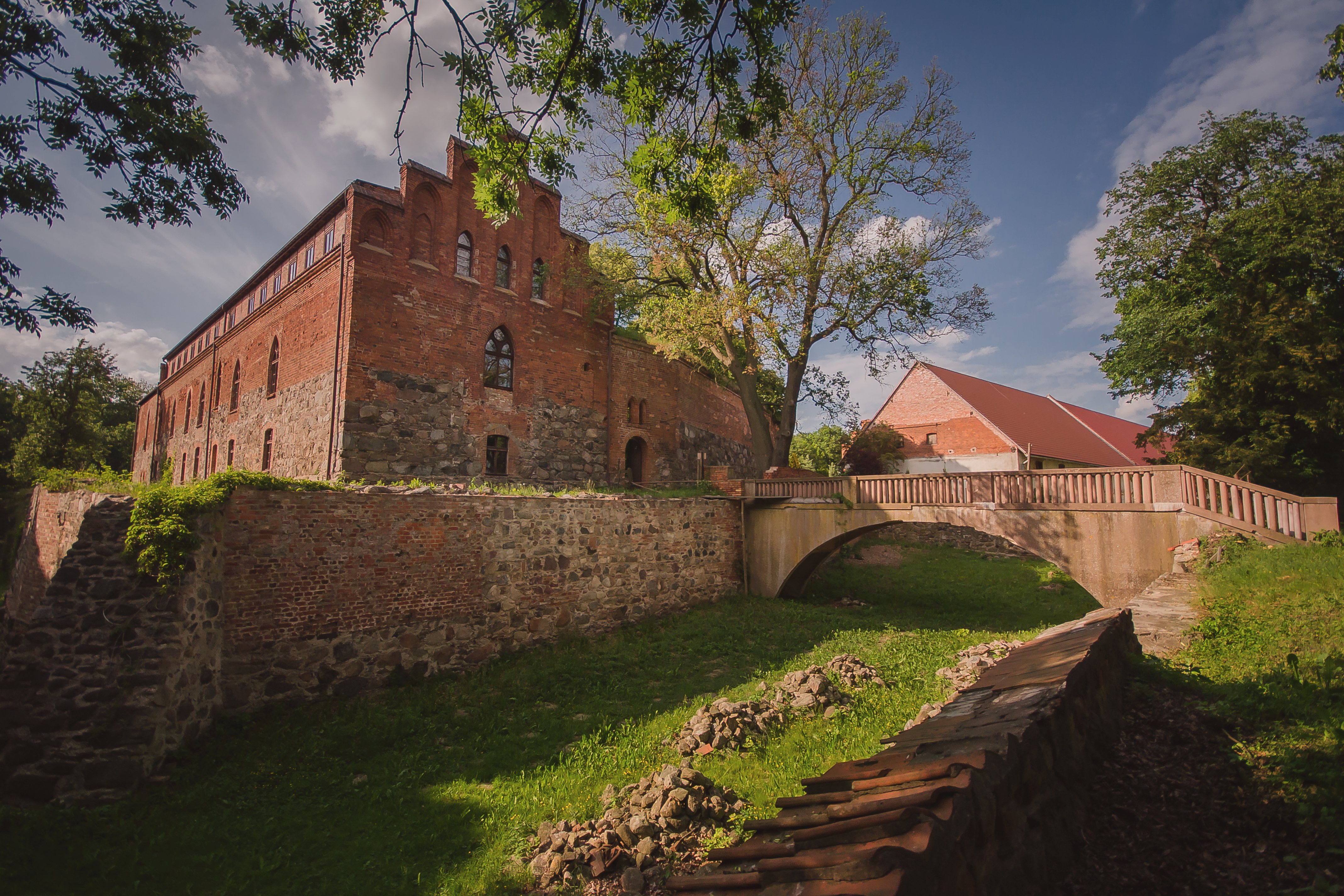
Zamek Bierzgłowski

Komturzy bierzgłowscy - zwierzchnicy domu zakonnego w Zamku Bierzgłowskim.

## Komturzy bierzgłowscy
Chronologiczna lista komturów zakonu krzyżackiego sprawujących władzę w regionie Bierzgłowa oraz Zamku Bierzgłowskiego, od powstania komturstwa do roku 1306.
- Arnold Kropf 1270–1276
- Bertold von Nordhausen 1278
- Aleksander 1278
- Dytryk von Spier 1290
- Jan von Alsleben 1298
- Dytryk von Spier 1299–1306